# Rupert Guinness, II conte di Iveagh
Rupert Edward Cecil Lee Guinness, II conte di Iveagh (Londra, 29 marzo 1874 – Woking, 14 settembre 1967), è stato un politico e filantropo irlandese.

## Biografia
Figlio di Edward Guinness, I conte di Iveagh, e di sua moglie, Adelaide Maria Guinness. Frequenta l'Eton e il Trinity College di Cambridge.

### Carriera
Nel 1900 presta servizio nella guerra boera con il Corpo Ospedaliero Irlandese. Tra il 1908 ed il 1910 fu deputato conservatore per l'East End e per Haggerston, mentre tra il 1912 ed il 1926 per Southend.
Ha servito come capitano nella Royal Naval Volunteer Reserve, e, tra il 1903 ed il 1920, come comandante del HMS President. Nel 1927, a Dublino, successe al padre sia come Conte di Iveagh che presidente della fabbrica di birra di famiglia, consolidando la sua espansione all'estero attraverso la creazione di fabbriche di birra a Londra, in Nigeria e Malaysia.
Appassionato agricoltore, ha abilmente trasformato la tenuta a Elveden, nel Suffolk, in una fattoria produttiva.
Gli fu riconosciuta una notevole reputazione come politico capace ed entusiasta della scienza. Fece inoltre parte del consiglio di amministrazione del Lister Institute for Preventive Medicine, interessandosi di microbiologia presso il Wright-Fleming Institute.
Ha donato somme generose agli ospedali di Dublino e nel 1939 richiedendo successivamente la residenza nella capitale irlandese, all'80 di St. Stephen Garden, Iveagh House, donando i giardini all'University College Dublin.

### Seconda guerra mondiale
Allo scoppio della seconda guerra mondiale, il Ministero delle Politiche Agricole, James Ryan, indusse, presso la popolazione irlandese, una campagna d'aratura nell'ambito del cosiddetto, 'Sforzo di guerra'. Lord Iveagh accettò di aumentare l'area coltivabile, così come gli venne richiesto.
Il nuovo terreno produsse più raccolti di quanto previsto, ma in seguito l'intero progetto subì un duro colpo. Il Ministero della Guerra annunciò l'intenzione di utilizzare una vasta area della tenuta come campo di addestramento, e, nonostante la necessità per la produzione alimentare, molte delle nuove coltivazioni vennero distrutte, e le recinzioni abbattute.
Proprietario terriero possedeva anche dei terreni in italia, in Veneto ad Asolo. Qui soggiornò nella casa che fu di Eleonora Duse. Durante il suo soggiorno italiano nel 1938, decise di mettere insieme gli artigiani più bravi nel lavorare la pelle e il cuoio fondando la Società Calzaturieri Asolani Riuniti Pedemontana Anonima: S.C.A.R.P.A.

### Dopoguerra
Per diversi anni la Commissione Forestale Irlandese aveva richiesto allo stato di estendere la superficie della Foresta di Thetford, utilizzando alcuni terreni della tenuta di Elveden, ma la scelta ricadde su Lord Iveagh, forte del suo successo nelle coltivazioni agricole, grazie alle quali, nel 1952 ottenne in suo favore una concessione per la creazione di una fattoria.
L'idea del Guinness World Record ebbe inizio proprio durante la gestione di Rupert. La sua azienda, il birrificio ereditato dal padre, era sempre alla ricerca di nuove e buone idee promozionali per portare il nome della bevanda all'attenzione del pubblico. Una di queste venne a Hugh Beaber, l'amministratore delegato del birrificio: un giorno partecipò ad una battuta di caccia e fu coinvolto in una discussione su quale fosse l'uccello più veloce in Europa; alcuni dissero che era il Piviere Dorato, qualcun altro il Fagiano di Monte, così si rese conto che proprio un libro, edito dalla Guinness, avrebbe potuto fornire a tutti risposte a questo tipo di domanda, attirando così l'attenzione sul nome della birra.
L'idea di Beaver divenne realtà quando i gemelli McWhirter, Norris e Ross, vennero assunti per realizzare quello che divenne l'ormai famosissimo, Guinness dei primati. La prima edizione fu pubblicata nel 1955, conquistando la 1ª posizione dei bestseller britannici nel Natale dello stesso anno.
Da allora il Guinness World Record ha venduto più di 80 milioni di copie in 77 paesi diversi, in 38 lingue.

## Matrimonio
Sposa l'8 ottobre 1903, Gwendolen Onslow (1881–16 febbraio 1966), figlia di William Onslow, IV conte di Onslow. Ebbero cinque figli:
- Richard (15 ottobre 1906–17 ottobre 1906);
- Lady Honor Dorothy Mary Guinness (1909–2 novembre 1976), sposò Henry Channon
- Arthur Onslow Edward Guinness, visconte Elveden (8 maggio 1912–8 febbraio 1945), sposò Lady Elizabeth Hare, ebbero due figli;
- Lady Patricia Florence Susan Guinness (3 marzo 1918–14 maggio 2001), sposò Alan Lennox-Boyd, I visconte Boyd,
- Lady Brigid Katherine Rachel Guinness (30 luglio 1920–8 marzo 1995), sposa in prime nozze Federico di Prussia, ebbero cinque figli, e in seconde nozze Anthony Patrick Ness, non ebbero figli.

## Morte
Tra il 1911 ed il 1967 fu Presidente del Tamigi RC, e tra il 1914 ed il 1938 fu anche il primo presidente della Remenham Club (1914–1938). Morì nel sonno, nella sua casa di Woking, il 14 settembre 1967.